# АПМ-90
АПМ-90 — прожекторная установка, разработана в 1950-х годах на шасси автомобиля ЗИС-150. Предназначена для освещения ВПП в тёмное время суток, для привода самолётов в район аэродрома или обозначения нужного пункта местности. Прожекторная установка смонтирована в центре кузова грузового автомобиля, в передней части кузова установлен электроагрегат. Имеется возможность питания от внешней сети. В ВВС прожекторные установки состояли на вооружении отдельных батальонов и рот связи. АПМ-90 позже выпускалась на базе Praga V3S, ЗИЛ-164, а после модернизации (создания съёмного рассеивателя луча) ЗИЛ-130, ЗИЛ-431410.
В связи с простой конструкцией прожектор нашёл широкое применение и в других родах войск (например, погранвойсках).

## Тактико-технические характеристики
- Диаметр зеркала — 900 мм;
- Принцип генерации света — электродуговое горение угольного стержня, лампа накаливания;
- Мощность генераторной установки — 17 кВт;
- Время горения угольного стержня — 70-75 мин (зависит от атмосферных условий);
- Варианты исполнения — автомобильный, стационарный;
- Дальность подачи луча —  22-25км (в зависимости от состояния зеркала и угольных стержней);
- Расчёт — 3 человека (наводчик, водитель-моторист, связист);

Электрогенератор находится под днищем кузова, включается с помощью коробки отбора мощности на 5-й скорости. Используются как лампы на углях, так и лампы накаливания. Напряжение генератора 110 В, падает на 30 В на балластном сопротивлении (которое необходимо ввиду нелинейной характеристики дуговой лампы), рабочее напряжение лампы — 80 В, ток — 150 А. Сила света — 135 млн свечей, яркость — 110 кстб.
АПМ-90, в отличие от более крупного прожектора Б-200, обладает меньшим весом, что позволяет смонтировать его прямо на шасси грузового автомобиля. Невысокая световая мощность позволяет питать прожектор электроэнергией, снимаемую с генератора, подключенного к автомобильному двигателю через коробку отбора мощности. Для направления прожектора по углу и по азимуту достаточно его удерживать за специальные поручни.

## Тактика применения в ПВ
Обычно по сигналу тревоги боевой расчёт прожектора прибывает на заданный участок Государственной границы. Машина устанавливается более длинной стороной в сторону освещаемого участка, после чего экипаж либо сопровождает пограничный наряд вдоль участка инженерных сооружений, либо подсвечивает участок местности, по которому предположительно прошёл нарушитель режима Государственной границы. Медленное перемещение луча в последнем случае оказывает морально-психологическое давление, чем способствует обнаружению нарушителем самого себя.
В пограничных войсках машина с прожектором уже стоит по месту постоянной дислокации стационарно, недалеко от КСП. Прожектор работает в паре с РЛС, которая ночью обнаружив объект, даёт точные координаты для боевого расчёта АПМ-90 и наводчик установив координаты на прожекторе, «выстреливает» лучом точно в место определённое РЛС, что даёт факт внезапности обнаружения нарушителя государственной границы.